# Oraesia pierronii
Oraesia pierronii är en fjärilsart som beskrevs av Paul Mabille 1880. Oraesia pierronii ingår i släktet Oraesia och familjen nattflyn. Inga underarter finns listade i Catalogue of Life.